# Dark Phoenix
Dark Phoenix (prt: X-Men: Fénix Negra; bra: X-Men: Fênix Negra) é um filme norte-americano de super-heróis de 2019, baseado nos personagens da Marvel Comics, X-Men, produzido pela 20th Century Fox e distribuído pela Walt Disney Studios Motion Pictures. É o décimo segundo filme da série de filmes X-Men. O filme foi escrito e dirigido por Simon Kinberg, e é estrelado por James McAvoy, Michael Fassbender, Jennifer Lawrence, Nicholas Hoult, Sophie Turner, Tye Sheridan, Alexandra Shipp e Jessica Chastain. Em X-Men: Fênix Negra, os X-Men precisam enfrentar o poder total da Fênix depois de uma missão para o espaço ter dado errado.
Depois de X-Men: Dias de um Futuro Esquecido ter apagado os eventos de X-Men: O Confronto Final da linha do tempo da série, Kinberg manifestou interesse na mais fiel adaptação de Chris Claremont: "A Saga da Fênix Negra". A nova adaptação foi confirmada como um acompanhamento para X-Men: Apocalipse, de 2016. Kinberg assinou em fazer a sua estreia diretorial em junho de 2017, quando a maioria do elenco foi confirmado. As filmagens começaram mais tarde, naquele mês, em Montreal, e foram concluídas em outubro de 2017, retornando meses depois para filmagens adicionais.
Dark Phoenix foi lançado nos Estados Unidos em 7 de junho de 2019 e no Brasil em 6 de junho de 2019. O filme recebeu críticas geralmente negativas dos críticos, que o descreveram como "chato" e criticaram o enredo, sequências de ação e desenvolvimento da personagem, embora as performances (particularmente de McAvoy e Turner) recebeu alguns elogios. Muitos críticos viram o filme como uma decepcionante e anticlimática conclusão da série dos X-Men da Fox, e é o mais mal visto da franquia, de acordo com o Rotten Tomatoes.

## Elenco
- James McAvoy como Charles Xavier / Professor Xavier
- Michael Fassbender como Erik Lehnsherr / Magneto
- Jennifer Lawrence como Raven Darkhölme / Mística
- Nicholas Hoult como Hank McCoy / Fera
- Sophie Turner como Jean Grey / Fênix Negra
- Tye Sheridan como Scott Summers / Ciclope
- Alexandra Shipp como Ororo Monroe / Tempestade
- Kodi Smit-McPhee como Kurt Wagner / Noturno
- Evan Peters como Peter Maximoff / Mercúrio
- Halston Sage como Alison Blaire / Cristal
- Brian D'Arcy James como Presidente dos Estados Unidos
- Summer Fontana como Jean Grey (criança)
- Jessica Chastain como Margaret / Vulk
- Scott Shepherd como John Grey
- Hannah Anderson como Elaine Grey
- Kota Eberhardt como Selene Galilo
- Andrew Stehlin como Red Lotus
- Ato Essandoh como Jones

## Enredo
Em 1975, Jean Grey, de oito anos, fica órfã em um acidente de carro quando seus poderes telecinéticos se manifestam. O Professor Charles Xavier a leva para sua Escola para Jovens Superdotados, prometendo ensiná-la a controlar suas habilidades mutantes.
Em 1992, durante a primeira missão do Ônibus Espacial Endeavour, o ônibus espacial é danificado por uma energia semelhante a uma explosão solar, e o presidente convoca os X-Men para salvar os astronautas. Ao resgatar a tripulação, Jean é atingida pela energia; seus poderes psíquicos se amplificam, mas se tornam mais difíceis de controlar à medida que seu estado emocional se deteriora. Xavier revela aos outros X-Men que suprimiu a memória de Jean de ter causado o acidente de carro quando criança para evitar que o trauma psicológico a deixasse instável, mas seu poder aprimorado está destruindo os bloqueios mentais e ela agora está apresentando sintomas de TEPT. Tudo isso resulta em seus poderes saindo do controle.
Jean viaja para sua cidade natal após ter visões de seu pai e o encontra vivo, tendo sobrevivido ao acidente de carro e a abandonado. Ela recupera a memória e percebe que seus poderes, incontroláveis na época, causaram o acidente e mataram sua mãe. Os X-Men chegam e, após uma escaramuça na qual Peter Maximoff é ferido, Xavier congela mentalmente todos para permitir que Raven Darkhölme convença Jean a voltar para casa, mas Jean acidentalmente mata Raven durante um violento episódio telecinético.
Fugindo para a ilha de Genosha, um refúgio para mutantes administrado por Erik Lehnsherr, Jean pede ajuda para controlar sua fúria, mas helicópteros militares chegam, exigindo a rendição de Jean; ela os ataca, e Lehnsherr a expulsa com raiva. Ela é encontrada por Vuk, líder de uma raça alienígena metamorfa conhecida como D'Bari, que explica que a força cósmica que Jean absorveu havia destruído o planeta D'Bari, consumindo tudo em seu caminho até ser atraída por Jean. Ela se oferece para ajudar Jean a aprender a usar a força com segurança.
Hank McCoy, culpando Xavier pela morte de Raven, deixa a escola e se alia a Lehnsherr e sua facção de mutantes em um plano para matar Jean na cidade de Nova York. Ao saber do plano de Lehnsherr, Kurt Wagner teletransporta os X-Men para Nova York para salvá-la. Enquanto as duas facções lutam, Lehnsherr confronta Jean e Vuk, mas é derrotado pelos poderes amplificados de Jean. Xavier convence Jean a ler suas memórias, ajudando sua antiga personalidade a ressurgir. Arrependida, ela tenta deixar Vuk tirar a Força Fênix dela, mas Scott Summers a impede quando Vuk revela que a intenção dos D'Bari é usar a força para conquistar a Terra. As tropas do governo subjugam ambas as facções mutantes enquanto Vuk escapa.
Os mutantes são confinados em um trem, e Vuk e suas forças D'Bari atacam, dominando os soldados enquanto os mutantes são libertados. Xavier e Scott convencem McCoy, Lehnsherr e seus aliados de que Jean não está além de qualquer ajuda, e eles se unem para afastar os atacantes D'Bari antes que Vuk chegue. Xavier conversa com Jean em sua mente, e ela o perdoa, salvando os mutantes do desastre de trem que se seguiu e desintegrando os D'Bari restantes. Vuk tenta novamente drenar a força de Jean, que os leva ao espaço para liberar todo o seu poder e matar Vuk. Jean então se transforma em um ser de energia em forma de Fênix.
A escola de Xavier é renomeada para "Escola Jean Grey para Jovens Superdotados" e Xavier se aposenta como reitor, sendo substituído por McCoy. Sentado em um café na Rue de la Paix, em Paris, Xavier é surpreendido por Lehnsherr, que o convida para uma partida de xadrez, enquanto uma fênix flamejante surge no alto do céu.

## Dubladores no Brasil
- Estúdio de dublagem: Delart[10]
- Direção de Dublagem: Philippe Maia[10]
- Cliente: FOX FILM[10]
- Tradução: Guilherme Menezes[10]
- Técnico(s) de Gravação: Léo Santos[10]

Elenco
| Personagem - Dublador        | Fonte  |
| ---------------------------- | ------ |
| Charles – Yuri Chessman      | [ 10 ] |
| Jean – Gabriela Medeiros     | [ 10 ] |
| Hank – Vagner Fagundes       | [ 10 ] |
| Erik – Alexandre Marconatto  | [ 10 ] |
| Scott – Fabrício Vila Verde  | [ 10 ] |
| Raven – Priscilla Concepcion | [ 10 ] |
| A Estranha – Priscila Amorim | [ 10 ] |
| Kurt – Yan Gesteira          | [ 10 ] |
| Peter – José Leonardo        | [ 10 ] |
| Jones – Duda Ribeiro         | [ 10 ] |
| Selene – Regina Maria Maia   | [ 10 ] |

Vozes adicionais
| Dublador            | Fonte  |
| ------------------- | ------ |
| Anderson Coutinho   | [ 10 ] |
| Cafi Balloussier    | [ 10 ] |
| Carla Pompilio      | [ 10 ] |
| Christiane Monteiro | [ 10 ] |
| Eduardo Dascar      | [ 10 ] |
| Flavia Fontenelle   | [ 10 ] |
| Gil Mesquita        | [ 10 ] |
| Hélio Ribeiro       | [ 10 ] |
| Isabella Koppel     | [ 10 ] |
| Leonardo Serrano    | [ 10 ] |
| Manuela Mota        | [ 10 ] |
| André Marcondes     | [ 10 ] |
| Carina Eiras        | [ 10 ] |
| Carolina Guimarães  | [ 10 ] |
| Daniel Pim          | [ 10 ] |
| Élcio Romar         | [ 10 ] |
| Flávia Saddy        | [ 10 ] |
| Gisela Dias         | [ 10 ] |
| Hercules Franco     | [ 10 ] |
| José Santana        | [ 10 ] |
| Luiz Feier Motta    | [ 10 ] |
| Marcelo Sandryni    | [ 10 ] |
| Marco Moreira       | [ 10 ] |
| Mário Cardoso       | [ 10 ] |
| Marly Ribeiro       | [ 10 ] |
| Melise Maia         | [ 10 ] |
| Nando Lopes         | [ 10 ] |
| Nicole Mattos       | [ 10 ] |
| Paulo Porto         | [ 10 ] |
| Renan Freitas       | [ 10 ] |
| Sabrina Miragaia    | [ 10 ] |
| Teline Carvalho     | [ 10 ] |
| Yuri Tupper         | [ 10 ] |
| Mariângela Cantú    | [ 10 ] |
| Mário Jorge         | [ 10 ] |
| Mattheus Caliano    | [ 10 ] |
| Milton Parisi       | [ 10 ] |
| Nando Sierpe        | [ 10 ] |
| Pablo Barros        | [ 10 ] |
| Rebeca Joia         | [ 10 ] |
| Rodrigo Antas       | [ 10 ] |
| Taís Feijó          | [ 10 ] |
| Thiago Fagundes     | [ 10 ] |

## Trilha sonora

### Faixas
| Nº | Título        | Duração | Compositor  |
| -- | ------------- | ------- | ----------- |
| 01 | Gap           | 8:07    | Hans Zimmer |
| 02 | Dark          | 4:27    | Hans Zimmer |
| 03 | Frameshift    | 8:15    | Hans Zimmer |
| 04 | Amity         | 5:52    | Hans Zimmer |
| 05 | Intimate      | 10:14   | Hans Zimmer |
| 06 | Negative      | 3:58    | Hans Zimmer |
| 07 | Deletion      | 4:51    | Hans Zimmer |
| 08 | Reckless      | 9:35    | Hans Zimmer |
| 09 | Insertion     | 7:56    | Hans Zimmer |
| 10 | Coda          | 4:40    | Hans Zimmer |
| 11 | X-HZT         | 17:28   | Hans Zimmer |
| 12 | X-X           | 5:59    | Hans Zimmer |
| 13 | X-LGDP        | 7:56    | Hans Zimmer |
| 14 | X-SI          | 6:26    | Hans Zimmer |
| 15 | X-HD          | 3:32    | Hans Zimmer |
| 16 | X-MP          | 3:21    | Hans Zimmer |
| 17 | X-MT          | 5:03    | Hans Zimmer |
| 18 | X-TX          | 8:48    | Hans Zimmer |
| 19 | X-MDP         | 9:06    | Hans Zimmer |
| 20 | X-CH          | 4:59    | Hans Zimmer |
| 21 | X-SS          | 2:01    | Hans Zimmer |
| 22 | X-F           | 3:57    | Hans Zimmer |
| 23 | Magneto Theme | 11:29   | Hans Zimmer |

## Linha do tempo
Linha do Tempo (Presente):
X-Men: Primeira Classe (Ano de 1963)
X-Men Origens: Wolverine (prelúdio ambientado em 1845, história principal em 1979)
X-Men: O Filme (ano de 2000)
X-Men 2 (ano de 2003)
X-Men: O Confronto Final (ano de 2006)
Wolverine - Imortal (ano de 2011)
Linha do Tempo (Logan):
Logan (Ano de 2029)
Deadpool & Wolverine (Ano posterior à 2029)
Linha do Tempo (Revisada):
X-Men: Primeira Classe (Ano de 1962)
X-Men: Dias de Um Futuro Esquecido (Passado; Ano de 1973)
X-Men: Apocalipse (Ano de 1983)
X-Men: Fênix Negra (Ano de 1992)
Deadpool (Ano de 2016)
Deadpool 2 (Ano de 2018)
X-Men: Dias de um Futuro Esquecido (Futuro; Ano de 2023)
Deadpool & Wolverine (Ano de 2024)

OBS: X-Men: Dias de Um Futuro Esquecido alterou ambas as linhas do tempo. A linha do tempo do passado e futuro se separaram e cada uma tomou um rumo diferente, deixando de depender uma da outra.